# Holger K. Nielsen
Pour les articles homonymes, voir Nielsen.
Ne doit pas être confondu avec Holger Nielsen.
Holger Kirkholm Nielsen, né le 23 janvier 1950 à Ribe (Danemark), est un homme politique danois, membre du Parti populaire socialiste (SF), qu'il préside de 1991 à 2005.

## Biographie
Holger K. Nielsen commence des études de sciences politiques à l'université d'Aarhus. Il suit ensuite des études à l'université de Belgrade en 1978, avant d'être diplômé en sciences sociales et en danois à l'université de Copenhague en 1979. Après son diplôme, il est employé par le groupe communiste et apparentés au Parlement européen. En 1981, il devient fonctionnaire au ministère de l'Énergie.
Il est engagé au sein du Parti populaire socialiste, dont il préside l'organisation de jeunesse de 1974 à 1977. Il est élu député au Folketing lors des élections législatives de décembre 1981. Candidat à un second mandat lors des élections législatives de janvier 1984, il n'est pas réélu et retrouve alors son poste au ministère de l'Énergie,.
Il fait son retour au Parlement à l'occasion des élections de septembre 1987. Il est ensuite réélu en mai 1988 et en décembre 1990,. Lors de ce dernier scrutin, le Parti populaire socialiste recule nettement et Gert Petersen en quitte la présidence qu'il occupait depuis 1974. Nielsen remporte contre Steen Gade l'élection pour lui succéder en 1991.
Il devient l'une des figures du "non" qui remporte une victoire surprise lors du référendum de juin 1992 sur la ratification par le Danemark du traité de Maastricht. Le 1er mai 1993, il annonce son soutien à l'accord d'Édimbourg qui permet au Danemark de ratifier le traité, en échange de quatre options de retrait. Sa position suscite alors la controverse au sein de son parti, bien que l'accord soit accepté par référendum le 18 mai.
Le 9 février 2005, après les mauvais résultats du parti aux élections législatives de la veille, il annonce quitter la présidence du mouvement. Villy Søvndal lui succède en avril.
Après avoir remporté un nouveau mandat de député lors des élections législatives anticipées de novembre 2007, il intègre le bureau du Folketing. Il conserve ce rôle après les élections législatives de septembre 2011.
Le 16 octobre 2012, la nouvelle présidente du Parti populaire socialiste, Annette Vilhelmsen, décide de limoger le ministre de la Fiscalité Thor Möger Pedersen et choisit Nielsen pour lui succéder au sein du gouvernement de coalition dirigé par la sociale-démocrate Helle Thorning-Schmidt.
À l'occasion d'un remaniement ministériel le 12 décembre 2013, il succède à Villy Søvndal comme ministre des Affaires étrangères. Son mandat à la tête de la diplomatie danoise ne dure toutefois que 55 jours, puisque le Parti populaire socialiste quitte le gouvernement le 30 janvier 2014 pour protester contre la décision de vendre une partie de l'entreprise publique d'énergie DONG Energy à la banque d'investissement américaine Goldman Sachs.
Il est réélu au Folketing lors des élections législatives de juin 2015. En mars 2016, il annonce qu'il ne sera pas candidat à sa réélection lors du prochain scrutin, après plus de trente ans au Folketing.
Il prend position pour le "oui" au référendum de juin 2022 sur la fin de l'option de retrait danoise de la politique de sécurité et de défense commune de l'Union européenne, une des quatre options de retrait qu'il avait exigé pour soutenir la ratification du traité de Maastricht en 1993.
En juin 2022, il succède à l'ancien ministre libéral Kristian Jensen comme envoyé spécial chargé de travailler à l'élection d'un représentant danois au conseil de sécurité des Nations-Unies.